# Parmotrema cornutum
Parmotrema cornutum är en lavart som först beskrevs av Lynge, och fick sitt nu gällande namn av Hale. Parmotrema cornutum ingår i släktet Parmotrema och familjen Parmeliaceae.   Inga underarter finns listade i Catalogue of Life.